# Börshult

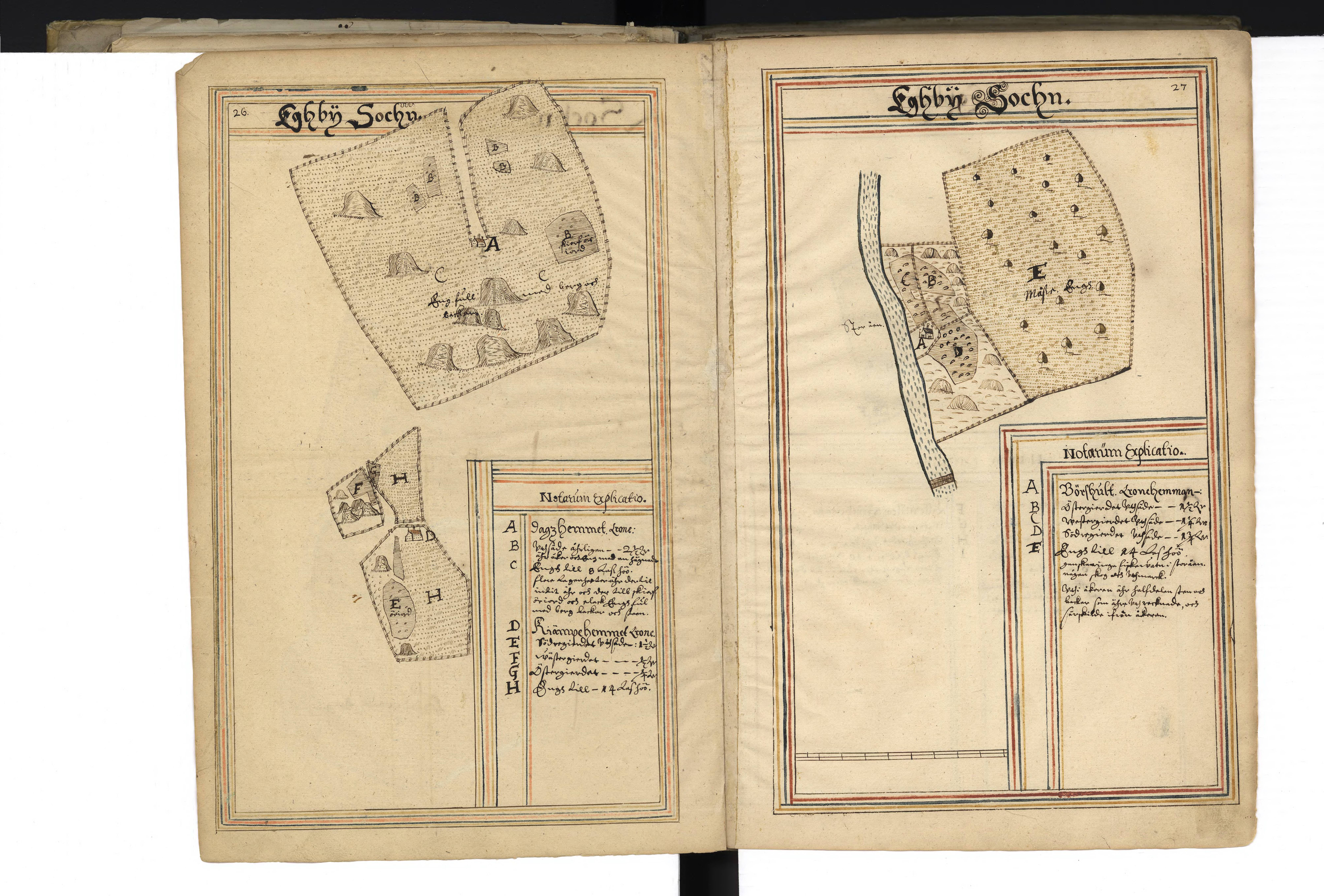
Kart över Börshult, år 1638.

Börshult, är en gård från åtminstone 1600-talet i Ekeby socken, Boxholms kommun. Gården är belägen vid Svartån.

## Historik
Börshult är en gård från åtminstone 1638 i Ekeby socken, Boxholms kommun som bestod av 1 kronohemman. Gården Södra Börhult köptes 1873 av Boxholm AB.

## Byggnader
Den nuvarande huvudbyggnaden uppfördes 1892 och ekonomibyggnaden 1878.

### Backstugor och torp
På gården har det även funnits ett flertal torp och backstugor vid namn Löfhagen, Stenfällan, Kärrstugan, Källhem, Kullen och Källstugan. Torpmärkningar utfördes på Källhemmet 1974, Kullen 1986, Norra Börshult och Källstugan 1994, Löfhagen och Börshultsstugan (Kammarn) 1998 och Stenfällan 2010.